# نا ليو
نا ليو (بالإنجليزية: Na Liu)‏ هي لاعبة تنس الطاولة بريطانية، ولدت في 7 فبراير 1983 في لياونينغ في الصين.

## وصلات خارجية
- نا ليو على موقع أوليمبيديا (الإنجليزية)
- نا ليو على موقع اللجنة الأولمبية البريطانية (الإنجليزية)